# Флаги штатов Бразилии
Флаги 26 штатов и одного федерального (столичного) округа Бразилии.

Флаг Акри
Флаг Алагоаса
Флаг Амазонаса
Флаг Амапы
Флаг Баии
Флаг Гояса
Флаг Мараньяна
Флаг Мату-Гросу
Флаг Мату-Гросу-ду-Сул
Флаг Минас-Жерайса
Флаг Пары
Флаг Параибы
Флаг Параны
Флаг Пернамбуку
Флаг Пиауи
Флаг Рио-де-Жанейро
Флаг Риу-Гранди-ду-Норти
Флаг Риу-Гранди-ду-Сул
Флаг Рондонии
Флаг Рораймы
Флаг Сан-Паулу
Флаг Санта-Катарины
Флаг Сеары
Флаг Сержипи
Флаг Токантинса
Флаг Эспириту-Санту
Флаг Федерального округа